# Tomosvaryella novaezealandiae
Tomosvaryella novaezealandiae är en tvåvingeart som beskrevs av Tonnoir 1925. Tomosvaryella novaezealandiae ingår i släktet Tomosvaryella och familjen ögonflugor. Inga underarter finns listade i Catalogue of Life.